# 왕보제
왕보제(중국어 정체자: 王柏傑, 간체자: 王柏杰, 병음: Wáng Bòjié, 한자음: 왕백걸, 1989년 9월 25일~)는 중화민국의 배우이다.

## 작품 목록

### 텔레비전 드라마
- 2019년 《죄몽자》: 샤오싸(蕭仨) 역
- 2021년 《화등초상》: 헝리(亨利) 역
- 2022년 《대북여자도감》: 리청언(李承恩) 역

### 영화
- 2008년 《구강풍》: 리야오싱(李曜行) 역
- 2009년 《8인: 최후의 결사단》: 리중광(李重光) 역
- 2014년 《군중낙원》: 중화싱(鐘華興) 역